# 千葉望
千葉 望（ちば のぞみ、女性、1957年 - ）は、ライター。

## 人物・来歴
岩手県生れ。早稲田大学文学部日本文学専修卒業。1980年にリクルートホールディングスに入社。佛教大学大学院仏教文化専攻修士課程修了。『AERA』などで人物インタビューや ルポを執筆。

## 著書

### 単著
- 『よみがえるおっぱい 義肢装具士・中村俊郎の挑戦』海拓舎、2000年
  - 『世界から感謝の手紙が届く会社 中村ブレイスの挑戦』（改題）新潮文庫
- 『『アイ・ラヴ・ピース』への道 地方から世界へ-"平和"を発信したある映画の軌跡』海拓舎、2004年
- 『実践する!仏教』すばる舎、2004年
- 『古いものに恋をして。 骨董屋の女主人たち』里文出版、2006年
- 『陰暦暮らし』ランダムハウス講談社、2007年
  - 『旧暦で日本を楽しむ』（改題）講談社+α文庫
- 『古いものに恋をして。 2』（シリーズ：「好き」を生きる女性たち）里文出版、2008年
- 『500人の町で生まれた世界企業 義肢装具メーカー「中村ブレイス」の仕事』ランダムハウス講談社、2009年
- 『共に在りて 陸前高田・正徳寺、避難所となった我が家の140日』講談社、2012年
- 『日本人が忘れた季節になじむ旧暦の暮らし』朝日新聞出版、2014年
- 『お月さまのこよみ絵本 旧暦で行事をたのしむ』阿部伸二 絵、理論社、2016年8月
- 『大切な人は今もそこにいる ひびきあう賢治と東日本大震災』（シリーズ：世界をカエル 10代からの羅針盤）マット和子 イラスト、理論社、2020年11月

### 共著
- 『マリモを守る。 若菜勇さんの研究』荒谷良一 写真、若菜勇 監修、理論社、2009年
- 『ワダエミ 世界で仕事をするということ』、新潮社 とんぼの本、2013年、ISBN 978-4-10-602246-3
- 『和菓子職人一幸庵水上力』水上力 著、千葉文・堀内誠 写真、淡交社、2018年4月